# Ostatnie dni Pattona
Ostatnie dni Pattona (ang. The Last Days of Patton) – amerykański film biograficzny wyprodukowany dla telewizji w 1986 roku. Sequel filmu Patton (1970) Franklina J. Schaffnera. Film ukazuje ostatnie dni generała Pattona.

## Obsada
- George C. Scott jako gen. George S. Patton Jr.[1][2]
- Richard Dysart(inne języki) jako gen. Dwight D. Eisenhower
- Murray Hamilton jako gen. Hobart ‘Hap’ Gay(inne języki)
- Ed Lauter jako ppłk. Paul S. Hill
- Kathryn Leigh Scott(inne języki) jako Jean Gordon(inne języki)
- Horst Janson jako baron von Wangenheim
- Daniel Benzali(inne języki) jako płk. Glen Spurling
- Ron Berglas jako młody Patton
- Don Fellows(inne języki) jako gen. Walter Bedell Smith
- Errol John(inne języki) jako sierż. George Meeks
- Alan MacNaughtan(inne języki) jako brygadier Hugh Cairns(inne języki)
- Paul Maxwell(inne języki) jako gen. Geoffrey Keyes
- Lee Patterson(inne języki) jako płk. Paul Harkins(inne języki)
- Shane Rimmer(inne języki) jako płk. Lawrence Ball
- Eva Marie Saint jako Beatrice Ayer Patton(inne języki)